# Xandria
Xandria là một ban nhạc symphonic metal của Đức, được thành lập bởi Marco Heubaum vào năm 1994. Âm nhạc của ban nhạc kết hợp giữa symphonic metal với các yếu tố âm nhạc điện tử nhẹ nhàng.
Sau một vài bản demo và đạt được thành công lớn trên các cổng thông tin MP3 khác nhau, Xandria phát hành album đầu tiên của họ vào năm 2003, mang tên Kill the Sun, đứng thứ 98 trên bảng xếp hạng âm nhạc Đức. Album tiếp theo, Ravenheart (2004), đứng vững trên bảng xếp hạng trong bảy tuần, đạt thứ hạng 36. Năm 2005, ban nhạc phát hành album thứ ba,  India, đạt thứ hạng 30 trên bảng xếp hạng âm nhạc Đức. Xandria bắt đầu thu âm album thứ tư của họ, Salomé – The Seventh Veil, vào ngày 14 tháng 12 năm 2006. Album này được phát hành vào ngày 25 tháng 5 năm 2007 và đứng thứ 41 trên bảng xếp hạng của Đức.
Lisa Middelhauve quyết định rời khỏi ban nhạc vào ngày 30 tháng 4 năm 2008 với một vài lý do cá nhân và sự không thoải mái khi là một nữ thủ lĩnh của ban nhạc. Ban nhạc tìm được ca sĩ mới vào tháng 2 năm 2009: Kerstin Bischof, còn gọi là Lakonia, nổi tiếng với sự hợp tác của cô cùng ban nhạc Axxis. Tuy nhiên, chỉ sau một năm, Kerstin Bischof quyết định rời khỏi ban nhạc để tập trung vào một sự nghiệp khác, và Middelhauve thay thế cô trong một vài buổi diễn trong mùa hè năm 2010. Ngày 19 tháng 12 năm 2010, Xandria thông báo về sự bổ sung của nữ ca sĩ 29 tuổi Manuela Kraller vào đội hình của ban nhạc. Manuela Kraller biểu diễn lần đầu cùng ban nhạc trong sự kiện "Classic Meets Pop" vào ngày 7 tháng 1 năm 2011 tại Seidensticker Halle, Bielefeld, Đức.
Album thứ năm của Xandria, Neverworld's End được phát hành vào ngày 24 tháng 2 năm 2012.
Vào ngày 5 tháng 2 năm 2013, ban nhạc công bố về sự bổ sung tay bassist mới Steven Wussow trên trang web và trang Facebook của ban nhạc, cùng với thông báo rằng họ sẽ bước vào phòng thu một lần nữa cho album tiếp theo của họ trong cùng năm. Ngày 25 tháng 10 năm 2013, Xandria đã công bố trên trang web của họ về việc Manuela Kraller sẽ rời ban nhạc để theo đuổi một sự nghiệp khác và Dianne van Giersbergen - nữ ca sĩ người Hà Lan của ban nhạc Ex Libris sẽ là ca sĩ mới của Xandria. Album mới của Xandria, Sacrificium được ra mắt vào ngày 4 tháng 5 năm 2013 thông qua Napalm Records.

## Tiểu sử
Xandria được thành lập lần đầu bởi Marco vào năm 1997, nhưng nhanh chóng bị giải tán sau khi thu âm một bản demo. Dự án được tái khởi động vào năm 1999 với một đội hình khác.
Vào năm 2003 họ cho ra đời album đầu tay với cái tên "Kill The Sun". Album là sự kết hợp giữa giọng ca nhẹ nhàng, mơ hồ của Lisa nhưng lại hát trên nền nhạc melodic. Một album khá hay và ấn tượng, ngay sau khi ra mắt album này đã được xếp hạng thứ 98 trong bảng xếp hạng âm nhạc Đức.
Sau thành công của album này nhóm đã đi lưu diễn một vòng đất nước Đức và thu hút được hàng triệu fan hâm mộ.Những nhận xét ban đầu về nhóm là họ có chút gì đó mang hơi hướng của nhóm nhạc goth Thuỵ Điển là Tiamat, bản thân họ cũng công nhận đièu này, nhưng sau đó họ đã tìm ra con đường riêng để khẳng định mình trên bản đồ metal, không phải là hình bóng của Tiamat hay Pink Floyd thậm chí là Black Sabbath như mọi người vẫn nghĩ.
Sau một năm cùng với những thành công đã gặt hái được họ tiếp tục cho ra đời album thứ hai của mình là Ravenheart. Album này tiếp tục chiếm giữ vị trí thứ 36 trong bảng xếp hạng Metal của Đức suốt 2 tháng liền. Tuy nhiên cũng có nhiều người cho rằng đây là một album chưa hẳn thành công, do giọng ca chính Lisa hát theo keybroad mà chưa làm nổi rõ lên giọng ca của mình
Album thứ ba của nhóm là "India", album này cũng nâng thứ hạng của nhóm trong bản đồ metal lên vị trí thứ 30, và cũng nhờ có album này mà tên tuổi của nhóm được biết đến ở bảng xếp hạng UK, Mỹ và Nga.
Vào năm 2007, nhóm tiếp tục cho ra đời album tiếp theo "Salomé - The Seventh Veil". Album kể về một câu truyện thần thoại của phương Đông, nhưng đây không phải là một concept. Đây cũng là album cuối cùng mà Lisa tham dự với vai trò là giọng nữ chính.
Ngày 30 tháng 4 năm 2008 Lisa chính thức rời khỏi nhớm.Cô ra di vì những lý do cá nhân, những bất đồng trong lòng.
Ban nhạc đã tìm một nữ ca sĩ mới cho mình là Kerstin Bischof a.k.a. Lakonia, cô khá nổi tiếng qua việc cộng tác với ban nhạc Axxis
Tháng 6 năm 2008 họ cho ra album tổng hợp "Now & Forever - Best of Xandria", album này bao gồm những bài hát thành công nhất của nhóm, Album như một lời từ biệt với Lisa!

## Danh sách đĩa hát

### Album
| Năm  | Tựa đề                    | Thứ hạng cao nhất | Thứ hạng cao nhất |
| Năm  | Tựa đề                    | GER               | SWI               |
| ---- | ------------------------- | ----------------- | ----------------- |
| 2003 | Kill the Sun              | 98                | —                 |
| 2004 | Ravenheart                | 36                | —                 |
| 2005 | India                     | 30                | —                 |
| 2007 | Salomé – The Seventh Veil | 49                | —                 |
| 2012 | Neverworld's End          | 43                | 51                |
| 2014 | Sacrificium               | —                 | —                 |

### Album tổng hợp
| Năm  | Tựa đề                          |
| ---- | ------------------------------- |
| 2008 | Now & Forever – Best of Xandria |

### EP
| Năm  | Tựa đề       |
| ---- | ------------ |
| 2004 | Eversleeping |

### Demo
| Năm  | Tựa đề       |
| ---- | ------------ |
| 1997 | Xandria      |
| 2000 | Kill the Sun |

### Đĩa đơn
| Năm  | Tựa đề         | Thứ hạng cao nhất | Album                     |
| Năm  | Tựa đề         | GER               | Album                     |
| ---- | -------------- | ----------------- | ------------------------- |
| 2004 | "Ravenheart"   | —                 | Ravenheart                |
| 2004 | "Eversleeping" | 861               | Ravenheart                |
| 2007 | "Save My Life" | —                 | Salomé – The Seventh Veil |

1 Phiên bản giới hạn

#### Đĩa đơn quảng bá
| Năm  | Tựa đề                      | Album                     |
| ---- | --------------------------- | ------------------------- |
| 2003 | "Kill the Sun"              | Kill the Sun              |
| 2005 | "In Love with the Darkness" | India                     |
| 2007 | "Sisters of the Light"1     | Salomé – The Seventh Veil |
| 2012 | "Valentine"                 | Neverworld's End          |

1 Dưới tên Xandria vs. Jesus on Extasy

## Thành viên

### Thành viên hiện tại
- Marco Heubaum – ca sĩ, guitar, keyboard (1997–nay)
- Gerit Lamm – trống (1997–nay)
- Philip Restemeier – guitar (2001–nay)
- Steven Wussow  – bass (2013–nay)

### Thành viên cũ
- Niki Weltz – trống (1994–1997)
- Manuel Vinke – guitar (1996–1997)
- Andreas Litschel – keyboard (1996–1997)
- Nicole Tobien – ca sĩ (1997)
- Holger Vester – bass (1997)
- Jens Becker – guitar (1999–2000)
- Andreas Maske – guitar (2000–2001)
- Roland Krueger – bass (1999–2004)
- Kerstin Bischof – ca sĩ (2009–2010)
- Lisa Middelhauve – ca sĩ, piano (2000–2008, 2010)
- Nils Middelhauve – bass (2004–2012)
- Manuela Kraller – ca sĩ (2010–2013)
- Dianne van Giersbergen – ca sĩ (2013–2017)